# Rott (Landkreis Landsberg am Lech)

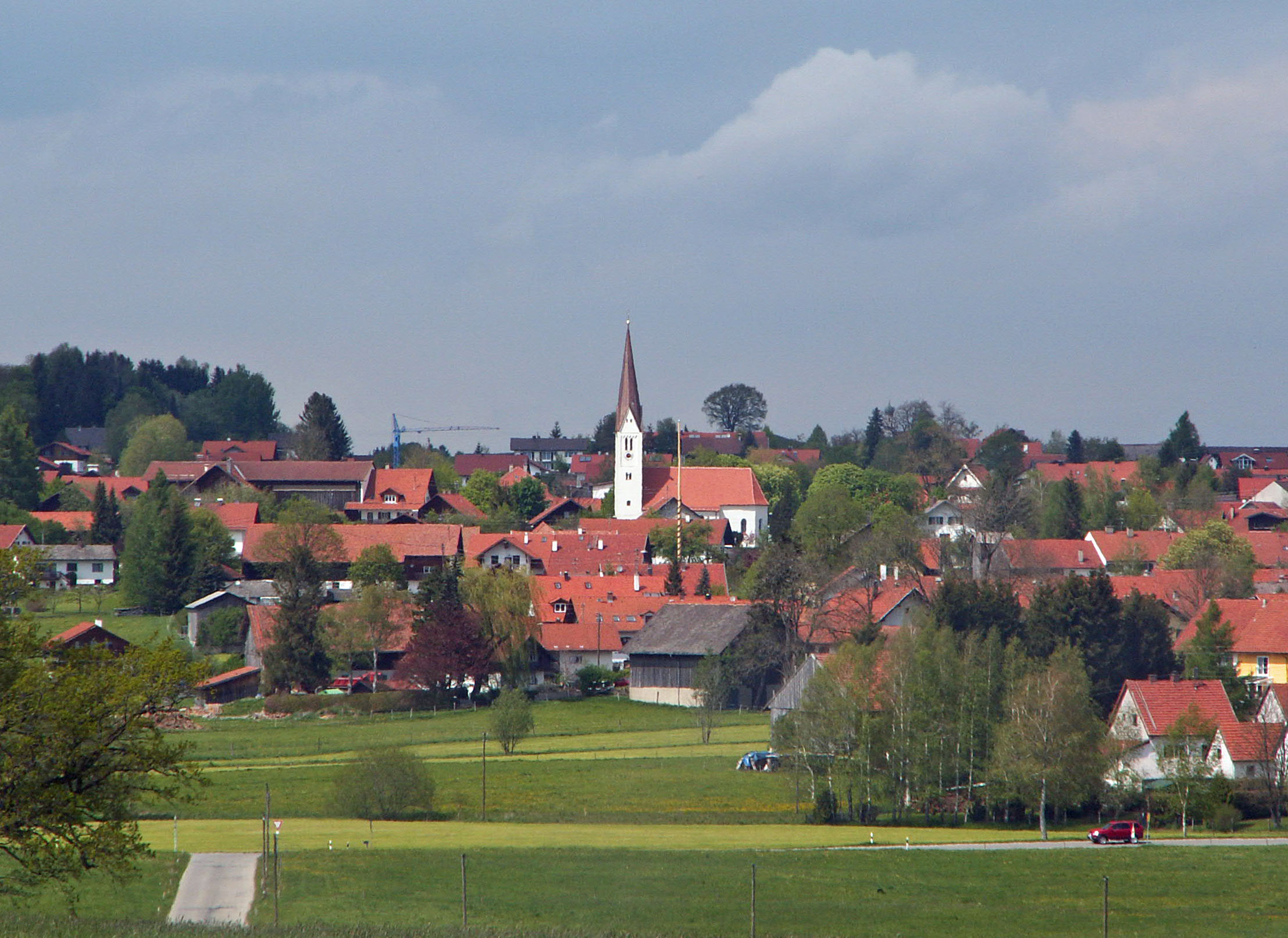

Rott ist eine Gemeinde im oberbayerischen Landkreis Landsberg am Lech. Die Gemeinde ist Mitglied der Verwaltungsgemeinschaft Reichling.

## Geografie
Der Hauptort liegt zwischen Landsberg und Weilheim und zwischen Ammersee und Lech an der Kreuzung der Straßen von Weilheim nach Landsberg und von Dießen nach Schongau im Gebiet des so genannten Lechrain, etwa vier Kilometer nordwestlich des bekannten Klosterdorfes Wessobrunn.
Zum Gemeindegebiet gehören der Eich- oder Kalvarienberg, ein Moränenhügel, der mit 753 m ü. NHN einer der höchsten Punkte im Landkreis Landsberg ist, und der etwa zwei Kilometer südlich in einem Hochmoor liegende Engelsrieder See. Der Ort liegt an einem leicht geneigten Südhang in einer eiszeitlichen Moränenlandschaft. Östlich von Rott erstreckt sich der Forst Bayerdießen.
Es gibt fünf Gemeindeteile (in Klammern ist der Siedlungstyp angegeben):
- Felderhof (Einöde)
- Pessenhausen (Dorf)
- Riedhof (Einöde)
- Rott (Pfarrdorf)
- Straußhof (Einöde)

## Geschichte

### Bis zur Gemeindegründung
Eine erste Besiedelung ist anhand von Hügelgräbern in der Hallstattzeit nachweisbar. Aus der La-Tène-Zeit stammt eine keltische Viereckschanze zwischen Rott und Reichling. In der Römerzeit verlief die Straße von Epfach (Abodiakum) nach Raisting (Urusa) über das heutige Gemeindegebiet. Römische Siedlungsnachweise wurden bisher zwar nicht entdeckt, aber es wurde eine Bronzebüste des römischen Gottes Bacchus gefunden, die heute in der Prähistorischen Staatssammlung in München ausgestellt ist. Die germanischen Reihengräber im Ortsgebiet werden auf das 7. Jahrhundert nach Christus datiert.
Der Ort wird als Rota erstmals 1078 erwähnt und leitet sich vom Rottbach ab, der oberhalb des 1510 angelegten Engelsrieder Sees entspringt und diesen speist. Der Name könnte aus germanischer Zeit stammen und sich auf die rotbraune Farbe des Flusswassers beziehen. Rota lässt sich aber auch indogermanisch als ‚eilendes Wasser‘ deuten.
Im 13. Jahrhundert kam Rott zur Grundherrschaft des Klosters Wessobrunn. Im Jahr 1397 gehören 19, um 1800 bereits 43 der 54 Anwesen in Rott zur Klosterhofmark. Mit der Inkorporation der Pfarrei nach Wessobrunn 1226 erlangte die Gemeinde erst nach der Säkularisation 1803 wieder den Status einer eigenständigen Pfarrei und konnte sich zu einer auch in ökonomischer wie sozialer Hinsicht eigenständigen Einheit entwickeln.

### Einwohnerentwicklung
Einen gravierenden Wandel erfuhr Rott nach dem Zweiten Weltkrieg, als das damals etwa 600 Einwohner zählende Dorf 300 Heimatvertriebene aufnehmen musste. Hierdurch entwickelte sich Rott von einem traditionellen Bauerndorf zu einer stärker industriell geprägten Gemeinde mit wachsendem Pendleranteil.
Die Einwohnerzahlen ab 1840 beziehen sich auf die heutige Gemeindefläche.
| Bevölkerungsentwicklung | Bevölkerungsentwicklung | Bevölkerungsentwicklung | Bevölkerungsentwicklung | Bevölkerungsentwicklung | Bevölkerungsentwicklung | Bevölkerungsentwicklung | Bevölkerungsentwicklung | Bevölkerungsentwicklung | Bevölkerungsentwicklung | Bevölkerungsentwicklung | Bevölkerungsentwicklung | Bevölkerungsentwicklung | Bevölkerungsentwicklung | Bevölkerungsentwicklung | Bevölkerungsentwicklung |
| ----------------------- | ----------------------- | ----------------------- | ----------------------- | ----------------------- | ----------------------- | ----------------------- | ----------------------- | ----------------------- | ----------------------- | ----------------------- | ----------------------- | ----------------------- | ----------------------- | ----------------------- | ----------------------- |
| Jahr                    | 1840                    | 1900                    | 1939                    | 1950                    | 1961                    | 1970                    | 1987                    | 1991                    | 1995                    | 2000                    | 2005                    | 2010                    | 2015                    | 2018                    | 2019                    |
| Einwohner               | 371                     | 626                     | 608                     | 991                     | 925                     | 961                     | 1018                    | 1124                    | 1327                    | 1418                    | 1492                    | 1472                    | 1577                    | 1618                    | 1651                    |

Zwischen 1988 und 2019 wuchs die Gemeinde von 1067 auf 1651 um 584 Einwohner an bzw. um 54,7 %.

## Politik

### Gemeinderat
Zur Gemeinderatswahl 2020 trat die "Dorfgemeinschaft" und die "Neue Liste Rott e. V."an, die zwölf Sitze wurden zu 8 von der DG und 4 von NLR besetzt.

### Wappen
| Wappen Gde. Rott | Blasonierung: „In Silber über einem gesenkten blauen Wellenbalken, darin ein silberner Holzschuh, schräg gekreuzt ein roter Schlüssel und ein blaues Rodungsbeil mit rotem Stiel.“ |
| Wappen Gde. Rott | |

## Kultur und Sehenswürdigkeiten
- die alte Pfarrkirche St. Johannes der Täufer in der Ortsmitte mit reichem Rokokoschmuck (Stuck von Michael Merk, Deckengemälde, die Johanneslegende darstellend, von Johann Baptist Baader („Lechhansl“), Skulpturen von Franz Xaver Schmädl); nördlich das ehemalige Pfarrhaus
- die Ottilienkapelle am nördlichen Ortsrand aus dem Jahr 1483, mit barocker Ausstattung (Michael Merk, Sebastian Jaud, Matthäus Günther) und alten Votivtafeln
- die neue Pfarrkirche zur Heiligen Familie (eingeweiht 1965) mit grünem Friedhof
- der Kalvarienberg mit den 14 Kreuzwegstationen von 1878 und der Lourdesgrotte von 1894. Schöner, schattiger Wanderweg die Kreuzwegstationen hinauf, dann über den Kreuzberg bei herrlicher Aussicht auf die Alpenkette zur Ottilienkapelle
- der Engelsrieder See, circa 2 km südlich von Rott, beliebter Badesee (Moorsee) am Rande eines Naturschutzgebiets
- das Dorfmuseum, das mit wechselnden Ausstellungen die Geschichte des Lechrains dokumentiert
- der Naturlehrpfad und die Streuobstwiese am Lugensee

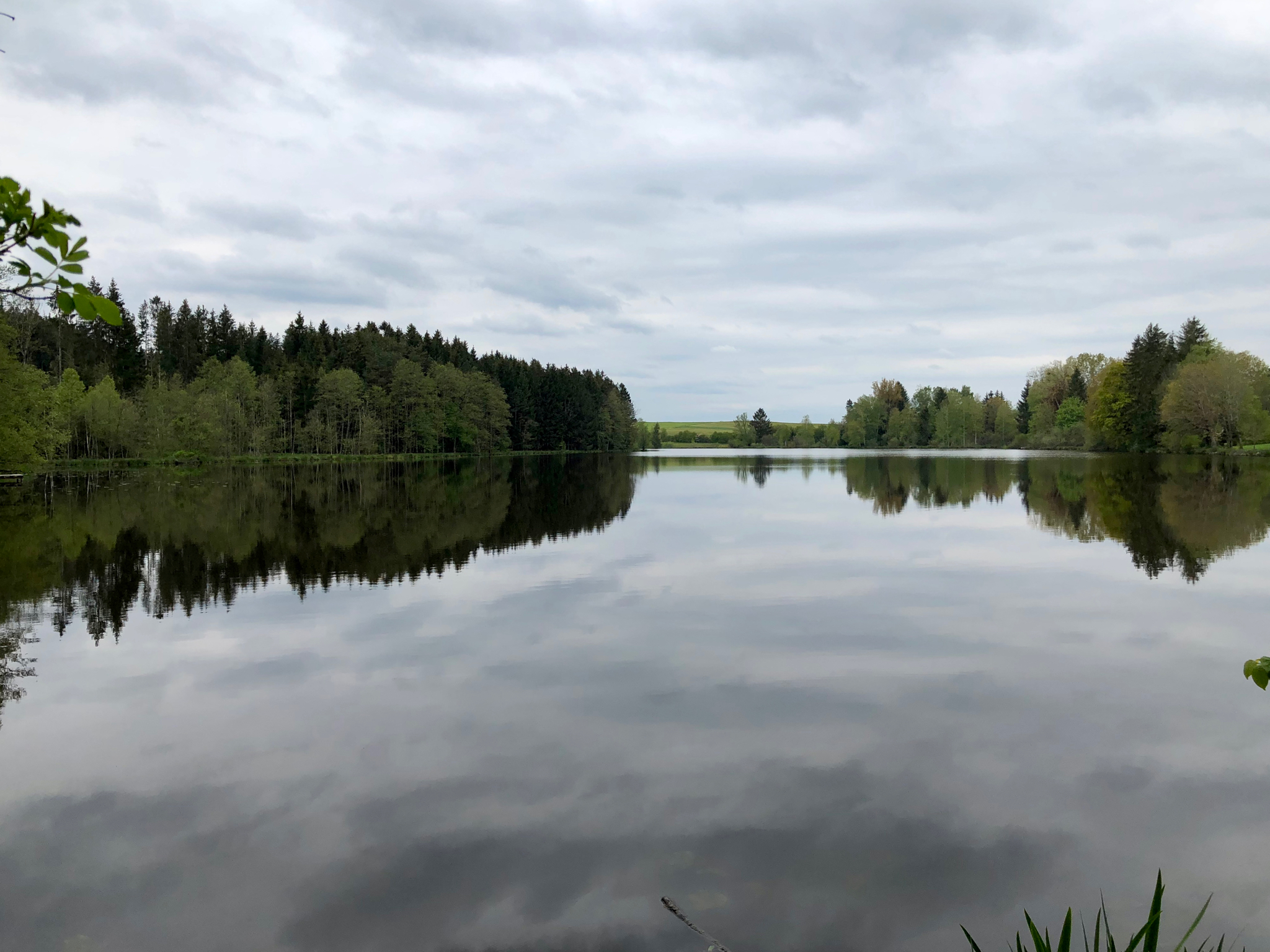
Engelsrieder See
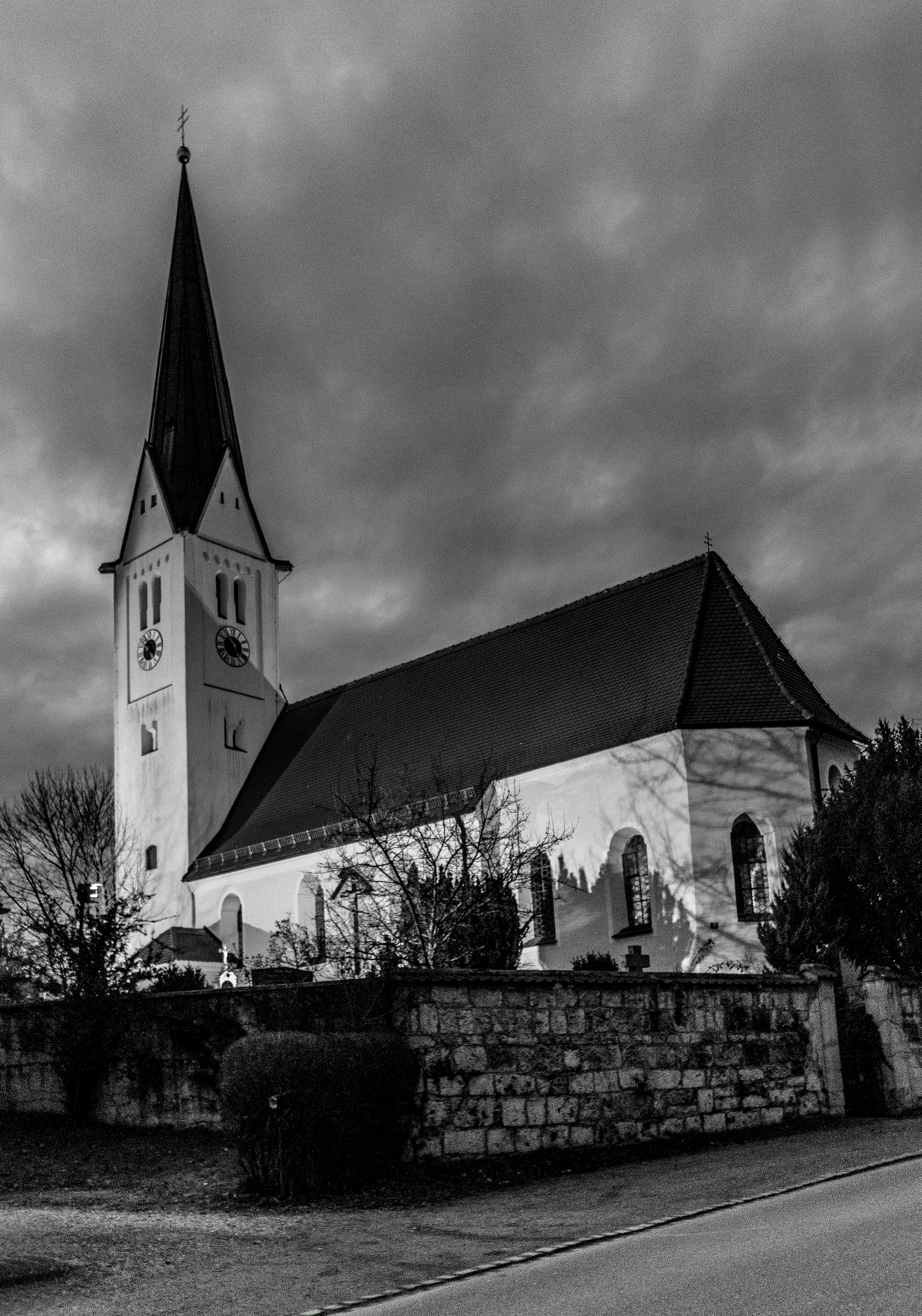
St. Johann Baptist
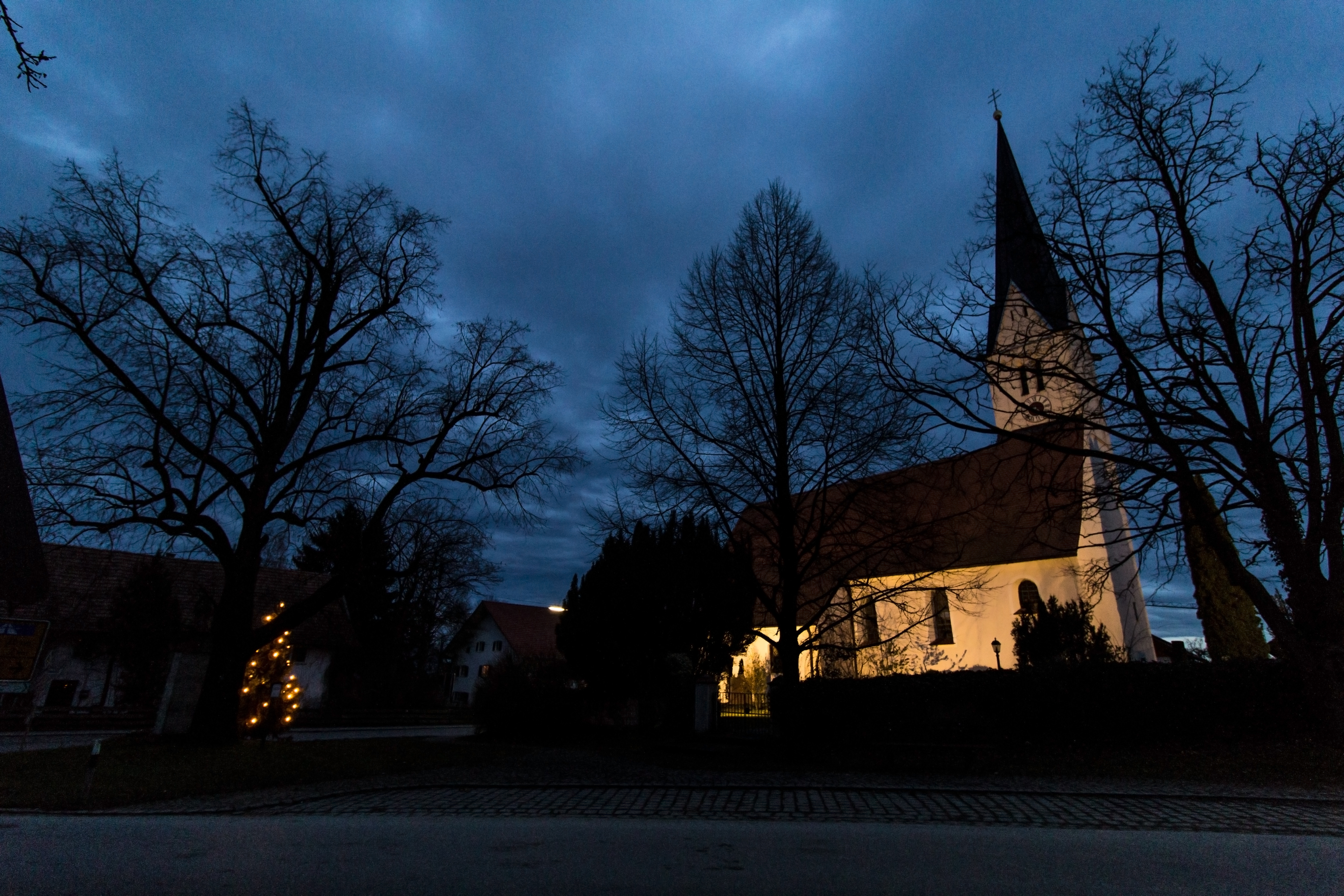
St. Johann Baptist
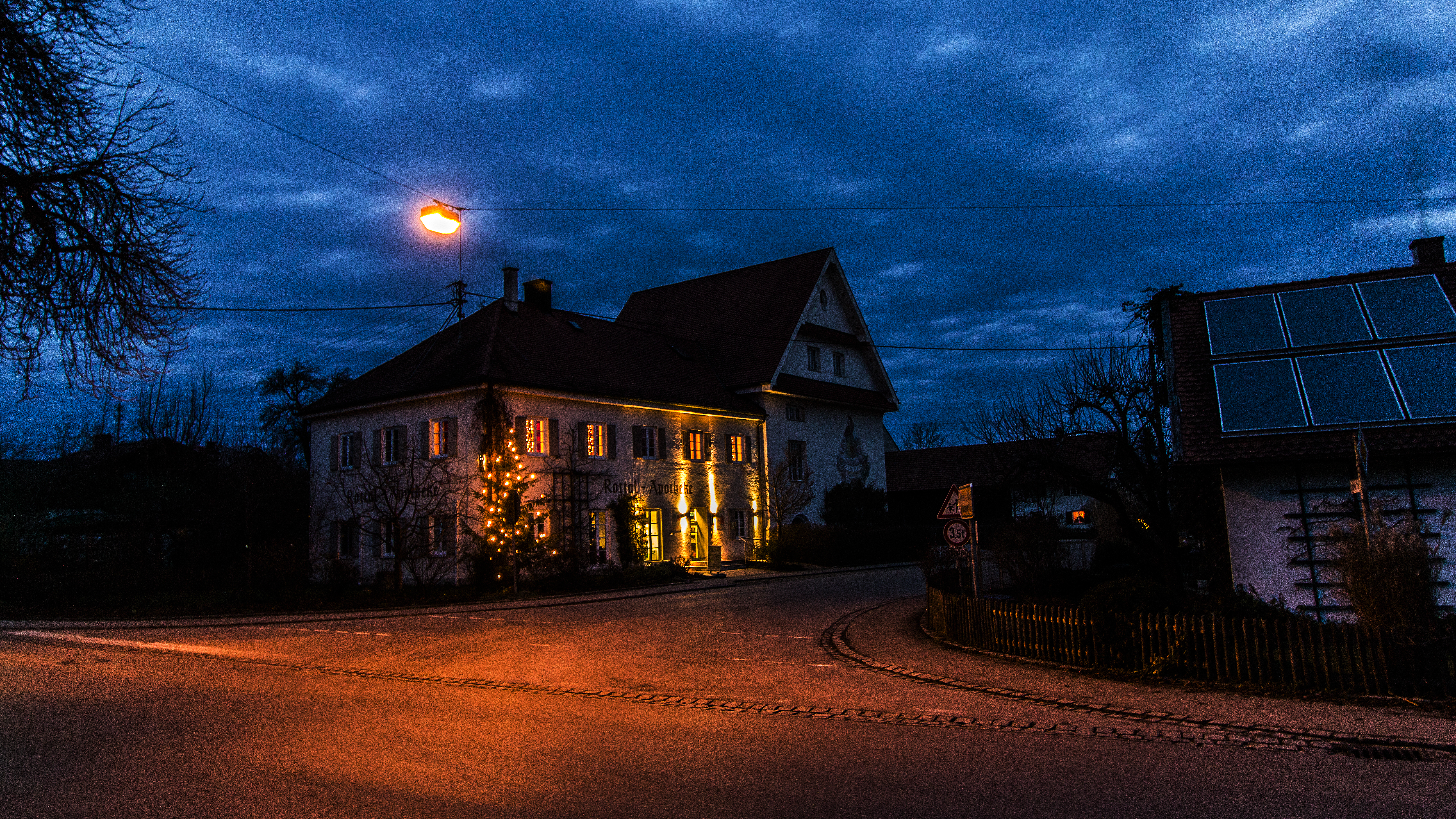
Dorfzentrum mit Apotheke und altem Schulgebäude
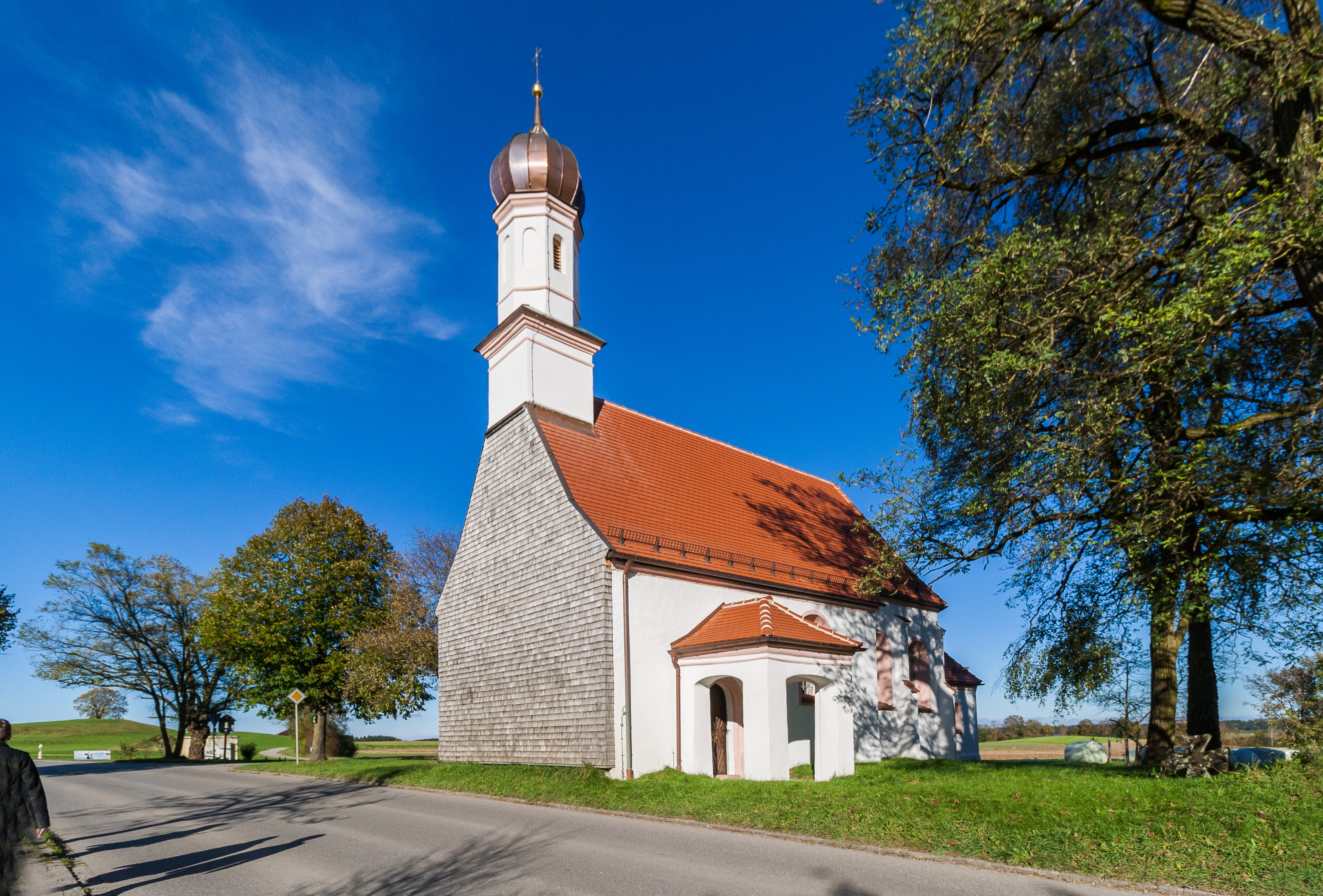
Ottilienkapelle am Ortseingang